# 石浚
石浚（?—?），字景伦，西晋渤海郡南皮县人，石苞第四子，石崇的哥哥。
石浚清俭有鉴识，敬爱人物。石浚居官，官至黄门侍郎，为当世名士。石浚早早去世，没有和哥哥石喬、弟弟石崇死于八王之乱。